# Tyler Rake: Nhiệm vụ giải cứu
Tyler Rake: Nhiệm vụ giải cứu (tên gốc tiếng Anh: Extraction) là một bộ phim hành động của Mỹ do đạo diễn Sam Hargrave thực hiện với kịch bản của Joe Russo, dựa trên truyện tranh Ciudad của Ande Parks, Joe Russo, Anthony Russo, Fernando León González, và Eric Skillman. Phim có sự tham gia của các diễn viên nổi tiếng như Chris Hemsworth, Rudhraksh Jaiswal, Randeep Hooda, Golshifteh Farahani, Pankaj Tripathi, và David Harbour. Phim đã được Netflix phát hành chính thức vào ngày 24 tháng 4 năm 2020.

## Nội dung
Ovi Mahajan - con trai của trùm ma túy Ấn Độ Ovi Mahajan Sr. - đang đi chơi với bạn thì bị bắt cóc bởi hai tên cảnh sát tham nhũng làm việc cho trùm ma túy đối lập Amir Asif. Saju Rav, cựu lính đặc nhiệm Ấn Độ và cũng là người bảo vệ của Ovi, đến gặp bố của Ovi trong tù. Họ không thể giao tiền chuộc vì chuyện này sẽ ảnh hưởng đến uy thế của bố của Ovi. Ovi Mahajan Sr. ra lệnh cho Saju phải đưa con trai ông ta về, nếu không ông sẽ hại gia đình Saju.
Tyler Rake, cựu lính đặc nhiệm Úc và hiện đang làm lính đánh thuê, được đề nghị bởi người bạn Nik Khan về việc giải cứu Ovi khỏi thủ đô Dhaka, Bangladesh. Phía bố của Ovi sẽ chuyển toàn bộ số tiền cho đội lính đánh thuê khi cậu bé được tìm thấy. Rake sẽ đi làm nhiệm vụ, còn Khan tìm nơi bí mật để đảm nhận vai trò liên lạc với anh. Rake tìm được Ovi, anh giết hết bọn bắt cóc và đưa cậu bé đến chỗ con thuyền, nhưng phía bố cậu bé không chuyển tiếp khoản tiền còn lại. Saju xuất hiện giết hết đồng đội của Rake để chính anh đưa Ovi về, mục đích là để không phải trả tiền cho đội lính đánh thuê. Biết tin Ovi đã trốn thoát, Asif ra lệnh cho cảnh sát và quân đội phong tỏa Dhaka, canh gác những cây cầu ra khỏi thành phố. Rake và Ovi phải tìm nơi ẩn náu.
Khan dự định cho một máy bay trực thăng đến đón Rake bên ngoài thành phố, cô bảo anh bỏ Ovi lại vì không ai trả tiền cho họ. Tuy nhiên Rake bị ám ảnh bởi ký ức về đứa con trai nhỏ đã qua đời nên không muốn bỏ mặc Ovi. Sau khi thoát khỏi Saju và quân đội, Rake hạ gục một nhóm thuộc hạ trẻ tuổi của Asif. Rake đưa Ovi đến trú ẩn trong nhà một người bạn cũ là Gaspar. Gaspar tiết lộ rằng Asif đã ra giá 10 triệu USD cho mạng sống của Ovi, gã hứa sẽ chia tiền nếu Rake cho phép gã giết Ovi. Rake từ chối và có cuộc ẩu đả với Gaspar, sau đó Ovi bắn Gaspar trọng thương.
Rake gọi cho Saju nhờ giúp đỡ, họ phải hợp sức cùng nhau để thoát khỏi Dhaka. Rake lo việc đánh lạc hướng quân đội trong khi Saju đưa Ovi vượt qua cây cầu, từ đây diễn ra trận đấu súng dữ dội. Khan và đội lính đánh thuê còn lại cũng có mặt ở phía bên kia cây cầu để hỗ trợ Rake. Asif đứng từ xa quan sát cuộc giao chiến bằng ống nhòm. Saju bị giết chết bởi một tên đại tá dùng súng bắn tỉa, sau đó đến lượt tên này bị Khan bắn tỉa. Rake lúc này đang bị thương, anh bảo Ovi chạy thật nhanh về phía trực thăng của Khan. Anh định chạy theo cậu bé nhưng bị một tên thuộc hạ của Asif bắn vào cổ, vết thương khiến anh lảo đảo và rơi xuống sông. Đội của Khan cùng với Ovi tẩu thoát đến Mumbai thành công.
Tám tháng sau, Khan giết chết Asif trong một nhà vệ sinh. Ovi đang tập bơi trong hồ bơi của trường học thì nhìn thấy một người đàn ông đang nhìn mình, có thể đó là Rake vẫn còn sống.

## Diễn viên
- Chris Hemsworth vai Tyler Rake
- Rudhraksh Jaiswal vai Ovi Mahajan
- Randeep Hooda vai Saju Rav
- Golshifteh Farahani vai Nik Khan
- Pankaj Tripathi vai Ovi Mahajan Sr.
- Priyanshu Painyuli vai Amir Asif
- David Harbour vai Gaspar
- Sam Hargrave vai Gaetan
- Shataf Figar vai Đại tá Bajlur Rashid
- Sudipto Balav vai Shadek
- Adam Bessa vai Yaz Khan
- Suraj Rikame vai Farhad
- Neha Mahajan vai Neysa Rav

## Sản xuất
Phim dưới sự chỉ đạo của đạo diễn Sam Hargrave, được sản xuất bởi AGBO từ tháng 11 năm 2018 và hoàn thành vào tháng 3 năm 2019.